# 2143 Jimarnold
2143 Jimarnold è un asteroide della fascia principale. Scoperto nel 1973, presenta un'orbita caratterizzata da un semiasse maggiore pari a 2,2817567 UA e da un'eccentricità di 0,2340282, inclinata di 8,36688° rispetto all'eclittica.